# 用性命償還
《用性命償還》（IPA讀音：/baˈjar dəˈŋan dʒiˈwa/）是一部1941年荷屬東印度（今印度尼西亞）電影，由R·胡執導、翁福林出品，A·巴卡爾、朱瓦莉亞、O·帕爾馬、烏江、R·S·法蒂瑪、蘇拉斯特里及宗德爾等人主演。故事圍繞兩個家庭因財政問題和性格不合而分裂。
《用性命償還》是友聯影業製作的第三部電影，很多參演《用性命償還》的演員均曾在友聯影業前兩部電影《微笑的面具》和《溢血財產》中亮相。該片在1941年2月上映，廣告強調了電影的真實感，該片的演出、愛情和幽默元素亦被影評人讚賞。荷屬東印度日佔時期，友聯影業結業，但該片直至1943年仍繼續上映。

## 劇情
《用性命償還》 敘述了幾組人之間的互動，巴蘇基（宗德爾飾）和他的妻子蘇爾婭蒂（蘇拉斯特里飾）因他們各自不同的性格而爭吵：巴蘇基是一個思想家，關心社會狀況，但蘇爾婭蒂只關心她自己。與此同時，烏馬爾（烏江飾）和蘇皮尼（R·S·法蒂瑪飾）因為烏馬爾浪費的個性而爭執。此外，烏馬爾亦因欠下債務而要出售自己的女兒朱莉亞（朱瓦莉亞飾）給高利貸阿斯南（O·帕爾馬飾），朱莉亞的男朋友魯希亞特（A·巴卡爾飾）因此而傷心。其他情節還包括兩個僕人伊扎赫（伊真飾）和哲姆布盧格（科蒙飾）之間的喜劇式對話。

## 製作
《用性命償還》由R·胡執導，並由友聯影業發行。這部電影是胡的第二部電影。在此之前，他亦與拉登·阿里芬為友聯影業共同執導了《溢血財產》一片。這部電影由友聯影業的東主翁福林監製。故事由記者沙倫所撰，他在陳氏影業取得成功後，加入友聯影業參與《溢血財產》的製作。
這部黑白電影由A·巴卡爾、朱瓦莉亞、O·帕爾馬、烏江、R·S·法蒂瑪、蘇拉斯特里和宗德爾主演。此外，伊特姜·阿利、哈羅恩、烏斯曼、孔翁、伊真和穆薩亦有參與演出。其中蘇拉斯特里和法蒂瑪曾在友聯影業的第一部電影《微笑的面具》中亮相 ，而其他演員，例如穆薩和宗德爾，就曾經在《溢血財產》中亮相 。舞台劇女演員朱瓦莉亞則是首次在友聯影業的電影中演出。

## 上映及反響
《用性命償還》於1940年製作，並在1941年2月上映。1941年7月，該片亦在當時仍屬英屬馬來亞的新加坡上映。該電影亦曾被沙倫改編為小說，由日惹的考爾夫－比寧出版社（Kolff-Buning）出版。在荷屬東印度，17歲以下的兒童禁止觀看這部電影。部份廣告使用其荷蘭語名字宣傳，廣告中強調電影對婚後生活的「真實」描繪。
《爪哇先鋒報》（Java-Bode）的一份評論認為，《用性命償還》是直至當時為止其中一部優秀的馬來電影，並讚賞該片演員「幾乎不僵硬或死板」的演技。另一報章《荷屬東印度日報》（Nieuws van den Dag voor Nederlandsch-Indië）的評論則認為該電影是對沙倫對土著知識的一份「引人注目的證明」 ，並讚賞電影的浪漫和幽默。

## 影响
在《用性命償還》之後，友聯影業製作了5部電影，幾乎全部均由胡或阿里芬執導。沙倫亦為其中兩部編劇，在完成《女人與鬥士》後轉投星辰影業。該片大部份演員亦留在友聯影業。友聯影業的下一部作品《純潔的愛情》由朱瓦莉亞擔任主角，並與剛加入友聯影業的阿德南·卡保·加尼醫生共同主演。友聯影業在1942年3月解散，當時正值荷屬東印度日佔時期。2011年，《用性命償還》的海報被《明星小報》的阿德·伊爾萬沙選為最佳印尼電影海報之一。
《用性命償還》至少放映到了1943年10月，但如今很可能已經散佚。荷屬東印度的電影膠卷以非常易燃的硝化纤维製成；1952年，印尼國家電影製片廠的倉庫發生大火，大部分物品毀於一旦，後來為了消除火災隱患，所有存放老電影的硝化纖維膠片都被銷毀。因此，美国视觉人类学家卡尔·G·海德（Karl G. Heider）推论，所有在1950年前制作的印尼电影均已散失。不过，J·B·克里斯坦托（J.B. Kristanto）在《印尼电影目录》中表示，印尼電影資料館把好几部荷属东印度电影保存下來。电影历史学家米斯巴赫·尤薩·比蘭（Misbach Yusa Biran）还指出荷兰政府新闻处收藏了几部日本宣传电影，使之留存至今。

## 註解
1. ↑  原文： 
2. ↑  原文： 

## 腳註
1. 1 2 3  Filmindonesia.or.id, Bajar dengan Djiwa.
2. ↑  Biran 2009，第246頁.
3. 1 2  Biran 2009，第245頁.
4. ↑  Filmindonesia.or.id, Kedok Ketawa.
5. ↑  Filmindonesia.or.id, Harta Berdarah; Filmindonesia.or.id, Moesa
6. ↑  Biran 1979，第145頁.
7. 1 2 3 4  Bataviaasch Nieuwsblad 1941, Untitled.
8. ↑  Barnard 2010，第66頁; Millet 2006，第24頁
9. ↑  Saeroen 1940，第62頁.
10. ↑  De Sumatra Post 1941, Untitled.
11. ↑  Biran 2009，第233頁.
12. ↑  Biran 2009，第263頁.
13. ↑  Biran 2009，第234頁.
14. ↑  Filmindonesia.or.id, Asmara Moerni.
15. ↑  Biran 2009，第319, 332頁.
16. ↑  Irwansyah 2011, 20 Poster Film.
17. ↑  Kita-Sumatora-Sinbun 1943, Gunseibu.
18. ↑  Biran 2012，第291頁.
19. ↑  Heider 1991，第14頁.
20. ↑  Biran 2009，第351頁.

## 外部連結
- 互联网电影数据库（IMDb）上《用性命償還》的资料（英文）